# Teruelius ankarafantsika
Espèce
Synonymes
- Grosphus ankarafantsika Lourenço, 2003

Teruelius ankarafantsika est une espèce de scorpions de la famille des Buthidae.

## Distribution
Cette espèce est endémique de la région de Boeny à Madagascar. Elle se rencontre dans le parc national d'Ankarafantsika.

## Description
La femelle holotype mesure 49,0 mm et le mâle paratype 37,0 mm.

## Systématique et taxinomie
Cette espèce a été décrite sous le protonyme Grosphus ankarafantsika par Lourenço en 2003. Elle est placée dans le genre Teruelius par Lowe et Kovařík en 2019, dans le genre Grosphus par Lourenço, Rossi, Wilmé, Raherilalao, Soarimalala et Waeber en 2020 puis dans le genre Teruelius par Lowe et Kovařík en 2022.

## Étymologie
Son nom d'espèce lui a été donné en référence au lieu de sa découverte, le parc national d'Ankarafantsika.

## Publication originale
- Lourenço, 2003 : « New taxonomic considerations on some species of the genus Grosphus Simon, with description of a new species (Scorpiones, Buthidae). » Revue suisse de Zoologie, vol. 110, no 1, p. 141-154 (texte intégral).